# Бокси біологічної безпеки

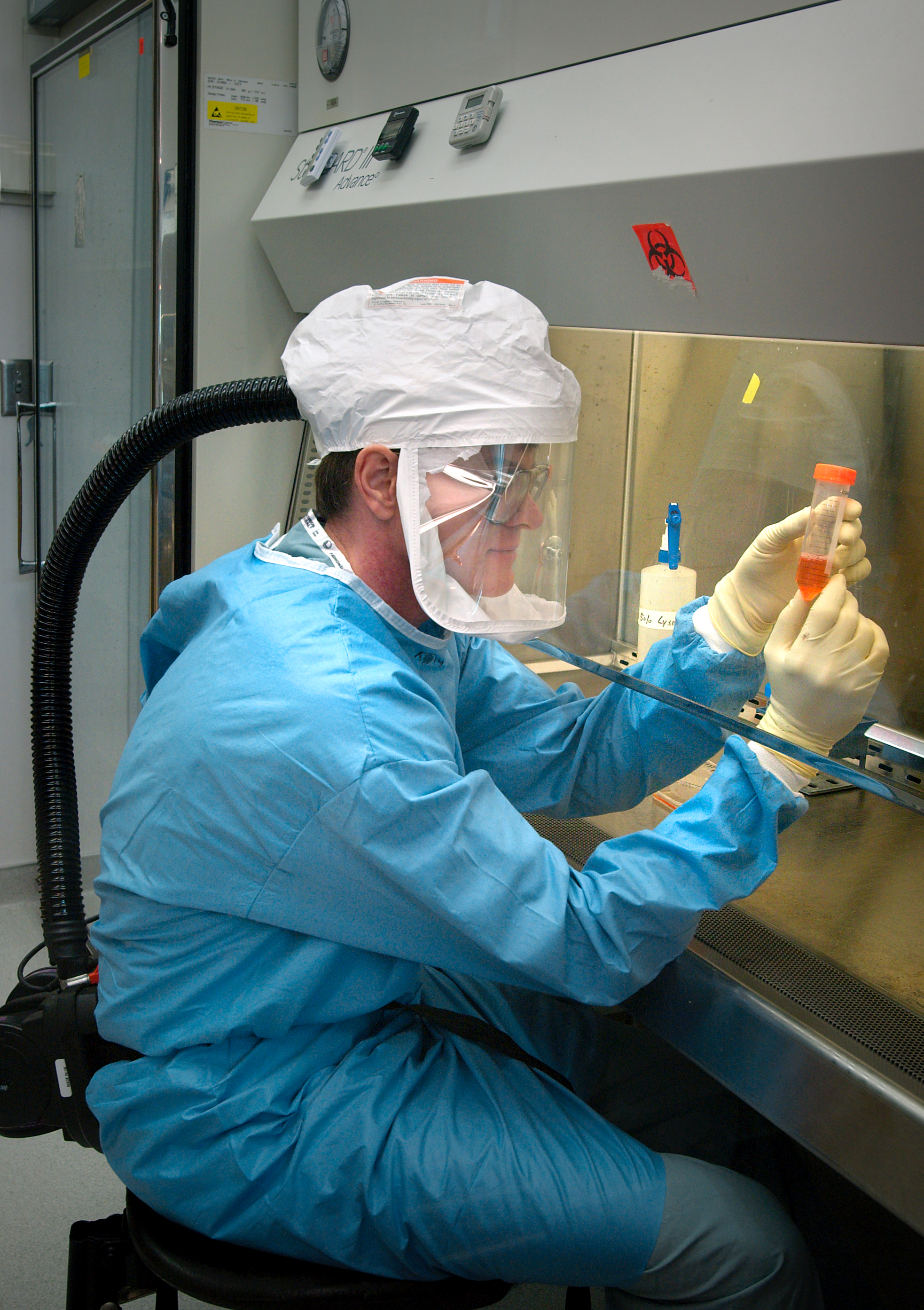
Дослідник проводить дослідження вірусу іспанки у боксі біологічної безпеки

Бокси біологічної безпеки (англ. biological safety cabinet or microbiological safety cabinet or biohazard safety cabinet) — спеціальне обладнання, оснащене ULPA-фільтрами і призначене для захисту працівника або одночасного захисту його і продукту, отриманого від хворих чи речовин, що являють собою біологічну небезпеку. Термін може бути застосований тільки стосовно обладнання, яке оснащується відповідно до вимог для класів I—III, що регламентують конструкцію, швидкість і розведення повітряних потоків, систем витяжки. Вперше такі бокси з'явилися у вжитку в 1950-ті роки. Ці бокси мають створити найбезпечніші умови для дослідження біологічних агентів, які ранжуються згідно з рівнями біологічної безпеки. 
«Біологічна небезпека» — наявність інфекційного агенту (або його частини), що являє потенційну небезпеку для здорової людини, тварини або рослини в результаті прямого впливу, зараження або непрямого впливу — через руйнування довкілля.
На підставі лабораторної практики, використовуваних методик і сучасного обладнання для безпечної роботи встановлені рівні біологічної безпеки з 1 по 4, які присвоюються в залежності від застосовуваних у роботі агентів, напрямків діяльності лабораторії.

## Основні міжнародні стандарти для боксів біологічної безпеки
- американський NSF 49:2002, (US);
- європейський EN 12469:2000, (EN);
- австралійський AS 2252;
- японський JIS K 3800:2000.

## Бокси біологічної безпеки I класу
Ці бокси характеризуються найбільш простою конструкцією. Аерозоль, що містить біологічно небезпечні агенти, захоплюється повітряним потоком, що надходить у робочу зону боксу, і проходить через спеціальну систему фільтрування, яка зазвичай являє собою комбінацію префільтра і ULPA-фільтра. Внутрішній потік повітря підтримується з мінімальною швидкістю 0,38 м / с. Ці бокси ефективно захищають оператора і довкілля від агентів, які являють собою біологічну небезпеку. Але вони не захищають від забруднення зовнішнім повітрям продукт, з яким проводиться робота. Ці бокси вважаються застарілими і нині їх використання обмежене.

## Бокси біологічної безпеки II класу
Такі бокси характеризуються повітряним потоком, що надходить через відкритий простір перед робочою зоною з довкілля (повітряний забір), який перешкоджає викиду аерозолю потенційно небезпечних агентів у довкілля. На відміну від боксів I класу, вхідний потік у таких боксах надходить у робочу зону не відразу, а йде в решітку повітряного забору, розташовану поруч з оператором. Так запобігається забруднення продукту зовнішнім повітрям. Ці бокси характеризуються вертикальним ламінарним (однорідним) низхідним потоком повітря, який очищається ULPA-фільтром і надходить у робочу зону, що гарантує відсутність у ній мікрочастинок і не відбувається забруднення продукту. Основна відмінність між різними боксами цього класу полягає в процентному співвідношенні повітря, що виходить і рециркулює. Подібні бокси можуть мати різні системи виведення вихідного потоку. Одні можуть повертати повітря безпосередньо в лабораторію, інші — підключаються до зовнішньої витяжки. Усі бокси цього класу захищають оператора і довкілля від чинників, що являють потенційну біологічну небезпеку. Крім того, вони захищають продукт від можливого забруднення і підходять для роботи з мікроорганізмами 1-3 рівнів біологічної небезпеки.

### Бокси біологічної безпеки II класу типу А (А1 / А2)
Тип А є найпоширенішим варіантом боксів біологічної безпеки II класу. Такі бокси — найпоширеніші серед всіх подібних виробів. У них повітря, що виходить, становить 30 % загального повітряного потоку, а 70 % забраного повітря надходить на рециркуляцію в робочу зону, створюючи висхідний потік. При експлуатації боксів цього типу в них створюються зони підвищеного тиску, а повітря, що виходить, повертається безпосередньо назад у лабораторію. ULPA-фільтри ефективно очищують повітря, що виходить, від різних аерозолів, але не затримують хімічні випаровування. Якщо в роботі разом із біологічно небезпечними агентами використовуються токсичні хімічні речовини, подібні бокси використовувати не слід.
У боксів II класу типу А1 зони підвищеного тиску безпосередньо межують з довкіллям, а в боксах типу А2 вони додатково оточені зонами зниженого тиску. При непередбаченому витоку повітря з контрольної зони підвищеного тиску, що містить потенційно небезпечні речовини, воно не потрапляє назовні, а затримується зоною низького тиску.
Тому бокси цього класу типу А1 вважаються застарілими, тоді як бокси типу А2 — безпечними для роботи. Існують бокси типу А2 для специфічного застосування, наприклад такі, що призначені для роботи з препаратами для хіміотерапії і цитотоксичними речовинами, чи створені спеціально для роботи з радіоізотопами, використовуваними в медицині, що забезпечують радіаційний і біологічний захист. Практично 90 % усіх боксів біологічного захисту є типу А2.

### Бокси біологічної безпеки II класу, тип В (В1 / В2)
Головна відмінність таких боксів в тому, що їх потрібно обов'язково підключати до зовнішньої витяжки із зовнішнім вентилятором. Власний вентилятор боксу типу В створює тільки низхідний потік, а вхідний потік повітря через решітку повітряного забору, що зчиняє динамічний бар'єр для захисту дослідника, забезпечується зовнішнім вентилятором. Власний вентилятор боксу створює тільки низхідний потік, а вхідний потік повітря йде через решітку повітряного забору, що створює динамічний бар'єр для захисту дослідника, забезпечується зовнішнім вентилятором. За відсутності зовнішнього вентилятора повітря, що містить потенційно небезпечні мікроорганізми, надходитиме з робочої зони прямо на дослідника. Бокси цього класу рекомендуються переважно при мікробіологічних роботах із летючими хімічними сполуками. Цей тип боксів характеризується підвищеним рівнем біологічної безпеки в порівнянні з типом А. Оскільки в боксах типу В вихідне повітря подається безпосередньо у зовнішню витяжку, існує додаткова гарантія безпеки оператора в разі випадкового порушення роботи ULPA-фільтра на виході.
У боксах типу B1 30 % повітря з контрольної зони потрапляє на рециркуляцію, тоді як 70 % — на вихід. Якщо проводити всі маніпуляції у задньої стінки робочої зони, то можна знехтувати рециркуляцією. Однак через її існування проводити роботи з використанням летючих хімічних речовин у цьому підтипі боксу не рекомендується.
У боксах типу В2 рециркуляція повітря відсутня. Потоки повітряного забору і низхідний очищаються ULPA-фільтром на виході без рециркуляції. Через те, що в боксах цього типу рециркуляція відсутня повністю, вони рекомендуються для мікробіологічних робіт із використанням токсичних хімічних речовин. Саме бокси типу В2 є найбільш безпечними серед усіх боксів II класу. Система витяжної вентиляції потоку, що виходить, є додатковою гарантією безпечної роботи в разі непередбаченого збою в системі низхідного потоку і / або ULPA-фільтрації на виході. У боксах типу В2 може бути додатково посилена функція захисту довкілля. Між ULPA-фільтром, що очищує повітря на виході, і в кінцевій точці його виходу, може бути встановлена додаткова система очищення повітря від хімічних сполук.

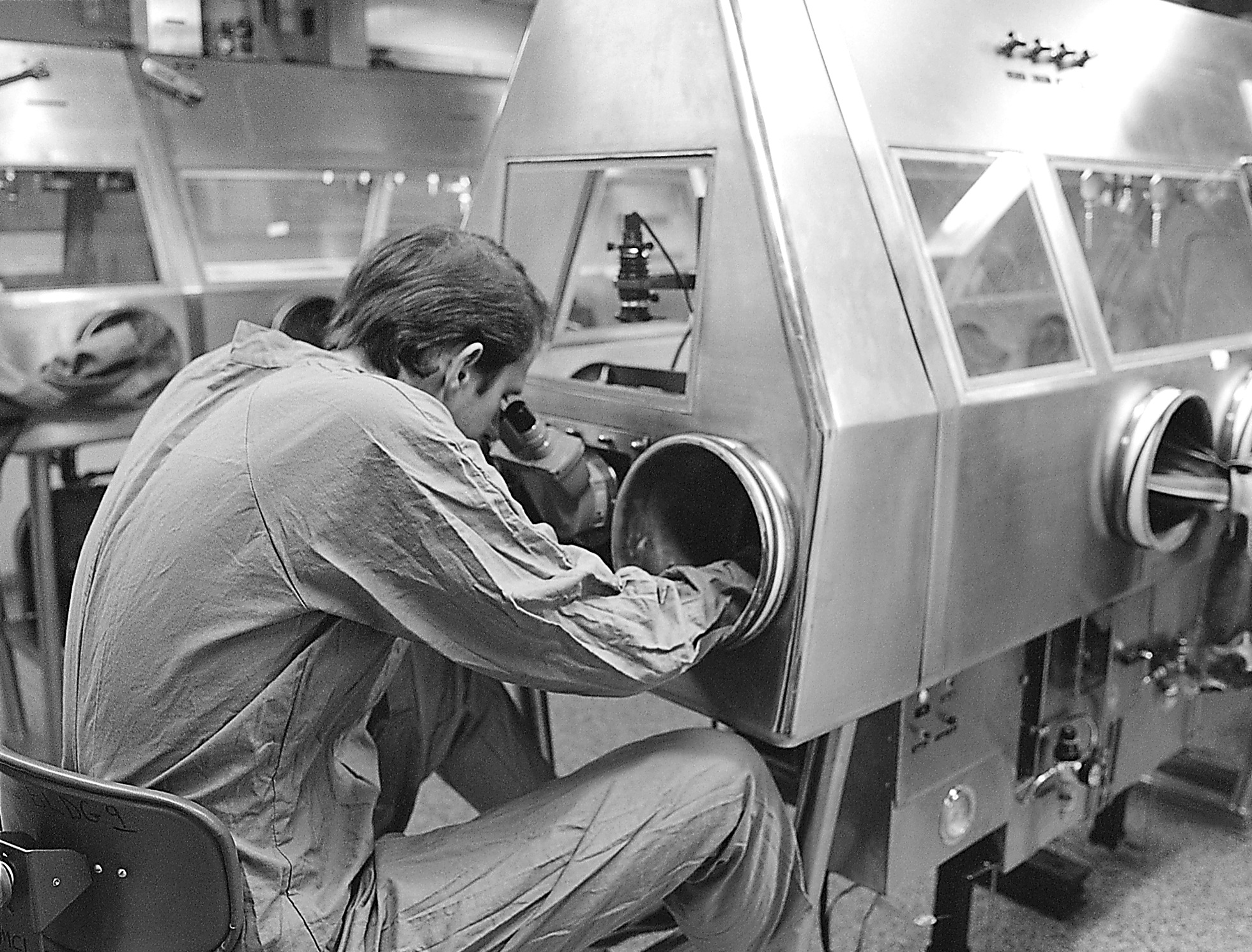
Дослідник спостерігає за зразком за допомогою вбудованого мікроскопа в боксі біобезпеки III класу

### Бокси біологічної безпеки II класу типу C1
Коли виникла ситуація з необхідності контролювати інфекційні матеріали, хімічні небезпеки, знижувати експлуатаційні витрати та додавати гнучкість у сучасних лабораторіях, було запропоновано бокси цього класу. Тип С1 переміщує повітря шляхом змішування припливного повітря з повітрям у стовпчиках повітря, що подається, позначеного для рециркуляції. Повітря над чітко окресленою ділянкою робочої поверхні втягується другим внутрішнім вентилятором, де воно знешкоджується за допомогою HEPA-фільтром. Може захищати від небезпечних хімічних речовин. Для роботи не потрібна жорстко підключена спеціальна вихлопна система та повітродувка. Може працювати протягом тривалого часу для підвищення захисту оператора під час віддаленого виходу з ладу вихлопної системи та без підключення до витяжної системи.

## Бокси біологічної безпеки III класу
Такі бокси забезпечують рівень безпеки, який не може бути досягнутий в боксах I і II класів. Вони зазвичай мають суцільнозварний каркас і абсолютно герметичну конструкцію. Робота здійснюється за допомогою герметичних рукавичок, вбудованих у передню панель боксу. У такому боксі обов'язково підтримується знижений тиск, що є додатковою гарантією безпеки роботи. У всіх боксах цього класу повітря, що надходить, очищається ULPA-фільтром, який забезпечує захист продукту і запобігає забрудненню його. Повітряний потік на виході проходить очистку ULPA-фільтром і прожарюється або послідовно піддається подвійній ULPA-фільтрації. Збоку у боксів цього класу розташовується шлюз, що дозволяє заносити матеріали в робочу зону. Вихідний потік у таких боксах зазвичай надходить безпосередньо в лабораторію, проте можливе підключення боксу і до загальної витяжки. У такому випадку мікробіологічна робота може проводитися й з використанням токсичних речовин. Бокси цього класу підходять для робіт із мікроорганізмами будь-яких рівнів біологічної небезпеки, але використовуються переважно при роботі зі смертельно небезпечними мікроорганізмами 4-го класу біологічної небезпеки (в Україні цьому відповідає 1-й клас біологічної небезпеки мікрорганізмів).

## Загальні правила для встановлення боксів у приміщенні
Дуже важливо правильно вибрати місце для розташування боксу біологічної безпеки. У зв'язку з тим, що швидкість потоку вхідного повітря у фронтального скла такого боксу становить приблизно 0,45 м / с, цілісність повітряного потоку може бути порушена коливаннями повітря, що виникають при переміщенні людей по основному лабораторному приміщенню, відкриванні та закриванні дверей, протязі з вікон тощо. Найкраще розташування боксу має бути далеко від шляхів переміщення працівників і поза межами повітряних потоків. За можливості необхідно залишати тридцятисантиметровий зазор між стінками боксу і приміщення, в якому він знаходиться, для полегшення технічного обслуговування боксу. Відстань між дахом боксу біологічної безпеки і стелею самого приміщення повинна бути 30-35 см, що дозволяє проводити контрольні вимірювання вихідних повітряних потоків і заміну фільтру на виході.
Бокси біологічної безпеки використовуються щодня годинами.
Окрім захисту матеріалів, все більш важливими стають фактори ергономічності роботи. Сюди входить зниження рівня шуму, підставка з регулюванням по висоті або табурет для оптимізованого положення сидіння, бічні вікна з панорамою для збільшення світла всередині, передня кришка під кутом 10 °, що дозволяє краще сидіти, а також сильні джерела світла для поліпшення умов праці.

## Обслуговування
Усі бокси біологічно безпеки підлягають обов'язковій сертифікації (валідації), яку мають здійснювати тільки кваліфіковані спеціалісти випробувальних лабораторій. Вони перевіряють раз на рік та оцінюють роботу боксів, функціонування та безпеку всіх його систем відповідно до протоколів IQ, OQ і PQ. Під час оцінювання ефективності роботи боксів перевіряється їхня герметичність, можливість витоку в ULPA-фільтрах, профіль швидкості низхідного потоку, швидкість потоку біля відкритого простору. Співвідношення розрідженого тиску і потужності повітряних потоків тестуються в робочій зоні, валідизується робота системи сигналізації та блокіраторів. Додатково перевіряється можливість проблем в електромережі, інтенсивність освітлення ламп денного світла і УФ-ламп, рівень шуму і вібрації. Коли йде обслуговування боксу біологічної безпеки, включаючи заміну фільтрів, або його перевезення на інше місце, він повинен бути знезаражений газом. Дезактивація передбачає наповнення боксу отруйним газом, найчастіше формальдегідним. Фільтри мають обмежений термін експлуатації — при перевірці визначається якість повітря в лабораторному просторі та кількість частинок та аерозолів, що утворюються всередині робочої зони, та об'єм повітря, що проходить через фільтри. Коли ці фільтри завантажуються, внутрішній вентилятор повинен більше працювати, щоб проштовхнути / витягнути через них однаковий об'єм повітря. Новіші бокси постійно вимірюють потік повітря і самостійно компенсують продуктивність вентилятора, щоб забезпечити постійний об'єм повітря, що рухається через фільтри та бокс. Однак бокси, що саморегулюються, повинні бути перехресно перевіреними каліброваними приладами, щоб забезпечити підтримку працездатності до адекватних рівнів. Якщо витрати опустяться нижче бажаної продуктивності, звуковий та візуальний сигнал сповістить оператора. Зміна фільтра повинна проводитися лише кваліфікованими особами, оскільки фільтр потенційно забруднений.